# Синдбад: Легенда семи морів
Синдбад: Легенда семи морів — мультфільм 2003 року. Як і попередній фільм студії, «Спірит: Душа прерій» (2002), фільм поєднує традиційну анімацію з комп'ютерною. Фільм, що розповідає про Синдбада-мореплавця, був знятий Тімом Джонсоном і Патріком Гілмором (у його повнометражному режисерському дебюті) за сценарієм Джона Лоґана й озвучений Бредом Піттом, Кетрін Зета-Джонс, Мішель Пфайффер і Джозефом Файнзом. Фільм розповідає історію Синдбада (Пітт), пірата, який подорожує морем зі своїм собакою та вірною командою разом з Мариною (Зета-Джонс), нареченою його друга дитинства принца Протея (Файнс), щоб повернути вкрадену Книгу Миру від Еріс (Пфайффер) і врятувати Протея від смертного вироку Синдбадові. Фільм поєднує елементи «Тисячі і однієї ночі» та класичної міфології.
Синдбад вийшов на екрани 2 липня 2003 року й отримав змішані відгуки від критиків, які хвалили анімацію, екшн-сцени та озвучення, але критикували сюжетну лінію і поляризовану CGI. Зібравши 80,8 мільйона доларів при бюджеті в 60 мільйонів доларів, «Синдбад» став касовою бомбою, внаслідок чого компанія DreamWorks зазнала збитків у 125 мільйонів доларів від низки фільмів, що ледь не призвело до її банкрутства. На сьогодні цей фільм став останнім фільмом DreamWorks Animation, в якому використовувалася традиційна анімація, оскільки ця студія відмовилася від неї на користь комп'ютерної анімації. Однак у 2018 році DreamWorks повернула 2D-анімацію для 5-хвилинного короткометражного фільму «Пташина карма».

## Сюжет
Мультфільм розповідає про одну з численних пригод відомого аравійського моряка Синдбада. Пригода починається тоді, коли Еріс, богиня Хаосу, краде Книгу Миру, підставивши тим самим Синдбада і зробивши з нього злочинця. Маючи намір довести свою невинність, а також врятувати життя свого кращого друга Протея, моряк вирушає до царства Еріс, що кишить жахливими монстрами, такими як гігантські скорпіони, змії й 40-футові птахи, зроблені з льоду і снігу. Навіть якщо Синдбад зможе знешкодити всіх цих чудовиськ, йому також доведеться мати справу з магією Еріс, що володіє ефектом Яблука Розбрату, яке має здатність перетворити друзів на ворогів, коли воно кинуте посеред них. Чим же закінчиться ця подорож?

## Ролі озвучили
| Актор             | Роль          |
| ----------------- | ------------- |
| Бред Пітт         | Синдбад       |
| Мішель Пфайффер   | Ерида         |
| Кетрін Зета-Джонс | Марина        |
| Джозеф Файнз      | принц Протей  |
| Тімоті Вест       | король Даймас |
| Денніс Хейсберт   | Кейл          |
| Джим Каммінгс     | Лука          |